# Supercoppa tedesca 2017 (pallavolo maschile)
La Supercoppa tedesca 2017 si è svolta l'8 ottobre 2017: al torneo hanno partecipato due squadre di club tedesche e la vittoria finale è andata per la seconda volta consecutiva al Verein für Bewegungsspiele Friedrichshafen.

## Regolamento
Le squadre hanno disputato una gara unica.

## Squadre partecipanti
| Squadra         | Qualificazione                       | Ultima partecipazione   |
| --------------- | ------------------------------------ | ----------------------- |
| Charlottenburg  | Vincitrice 1.Bundesliga 2016-17      | Supercoppa tedesca 2016 |
| Friedrichshafen | Vincitrice Coppa di Germania 2016-17 | Supercoppa tedesca 2016 |

## Torneo
| 8 ottobre 2017 TUI Arena, Hannover Durata: 1h:48 - Spettatori: 5 796 | Charlottenburg | 1 - 3 | Friedrichshafen | 25-23, 18-25, 18-25, 19-25 |